# Horst Gall
Horst Gall (* 31. Januar 1938 in Schnellmannskreuth; † 25. September 1980) war ein deutscher Paläontologe und Konservator an der Bayerischen Staatssammlung in München.
Er besuchte die Schulen in Spatzenhausen und Murnau. Dem Studium der Geologie und Paläontologie in München folgte 1969 die Promotion. Er wurde Assistent am Geologisch-Paläontologischen Institut in München und 1979 Konservator an der Bayerischen Staatssammlung. Wesentlichen Anteil hatte er an der Erforschung des Rieskraters und erstellte eine geologische Karte des Nördlinger Ries.

## Schriften
- mit Gerhard Schairer und Karl Beurlen: Die Alb und ihre Fossilien. Geologie und Paläontologie der Schwaben- und Frankenalb. Ein Wegweiser für den Liebhaber. 1. Auflage. Stuttgart, Franckhsche Verlagsbuchhandlung, 1978